# Жолоб'янка
Жолоб'янка (рос. Жолобянка) — річка в Україні, у Звягельському районах Житомирської області, ліва притока Церему, (басейн Прип'яті).

## Опис
Довжина річки 24 км.,похил річки — 0,87 м/км. Формується з багатьох безіменних струмків. Має 2 водойми.
Площа басейну 98,5 км².

## Розташування
Бере початок на півночі від села Закриниччя. Протікає на північний схід через села Мокре, Коротища та Жолобне. У селищі Ярунь впадає в річку Церем, ліву притоку Случі.

## Притоки
- Молодянка - права притока. Бере початок на південно-західній околиці села Мокре. Тече переважно на північний схід через Коритища і впадає в Жолоб'янку в селі Жолобне.[2][3]
- Кошелівка - ліва притока.